# ルイス・フラビオ・リベイロ・ボンゲルミーノ
フラビオ（FLAVIO）ことルイス・フラビオ・リベイロ・ボンゲルミーノ（Luis FLAVIO Ribeiro Buongermino、1949年6月8日 - ）は、ブラジルサンパウロ州出身の元サッカー選手、サッカー指導者。

## 経歴

### 選手歴
- 1967年 -  リオ・プレトEC
- 1968年 -  アメリカFC
- 1969年 -  サン・カルロス・クルービ

### 指導歴
VONDS市原を除いてフィジカルコーチとして指導。
- 1979年 - 1982年  サッカーサウジアラビア代表
- 1985年 - 1975年  サンパウロFC
- 1986年 - 1989年  CRヴァスコ・ダ・ガマ
- 1991年 - 1994年  読売サッカークラブ/ヴェルディ川崎
- 1995年 - 1998年  日本代表
- 1999年  コンサドーレ札幌
- 2000年  CRヴァスコ・ダ・ガマ
- 2000年 - 2001年  浦和レッドダイヤモンズ
- 2002年 - 2003年  ヴィッセル神戸
- 2003年  CRヴァスコ・ダ・ガマ
- 2004年  全南ドラゴンズ
- 2005年  FCソウル
- 2006年  東京ヴェルディ1969
- 2007年 - 2008年3月　 CRヴァスコ・ダ・ガマ
- 2009年  SERカシアス・ド・スル
- 2010年 - 2015  浦項スティーラース
- 2016年7月 - 2016年8月  U-23サッカー大韓民国代表
- 2019年[2]  VONDS市原 監督